# Escudella (recipient)
|  | Aquest article tracta sobre un recipient per a la sopa. Vegeu-ne altres significats a «Escudella». |

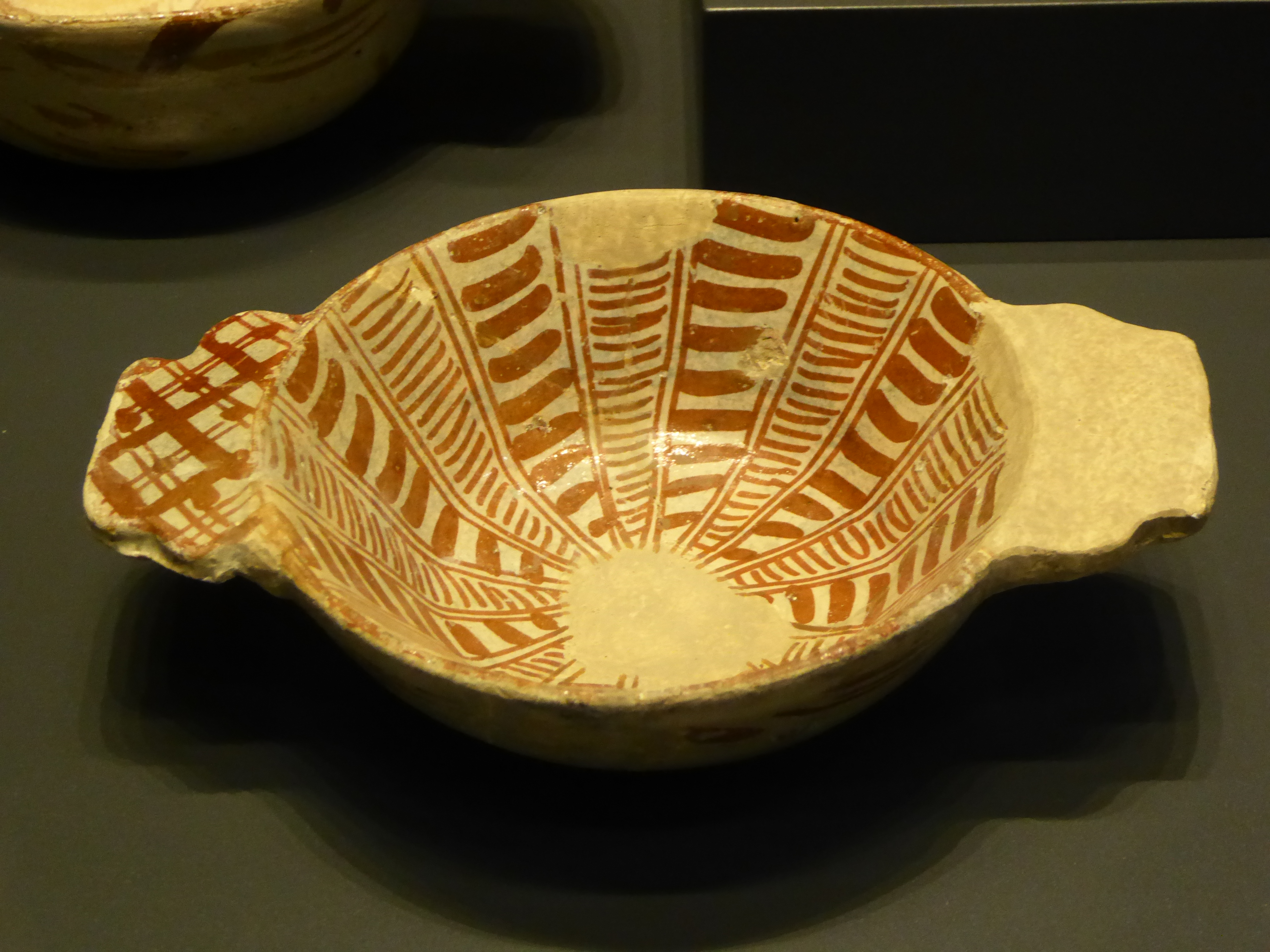
Escudella amb anses d'orelleta dels tallers de Muel. Ceràmica vidriada amb decoració en reflex metàl·lic (1610)

L'escudella és un plat soper o fondo de terrissa, porcellana o altres materials en forma de casquet semiesfèric allargat, generalment sense anses (dites de vegades orelles), on hom serveix sopa, brou o aliments semblants. Els terrissaires que en fabriquen s'han anomenat tradicionalment escudellers. El terme escudella també designa una mena de tassa, de forma semiesfèrica o aproximadament semioval, de cabuda variable però inferior a un litre, que serveix per a prendre brou, llet, cafè, te, etc..

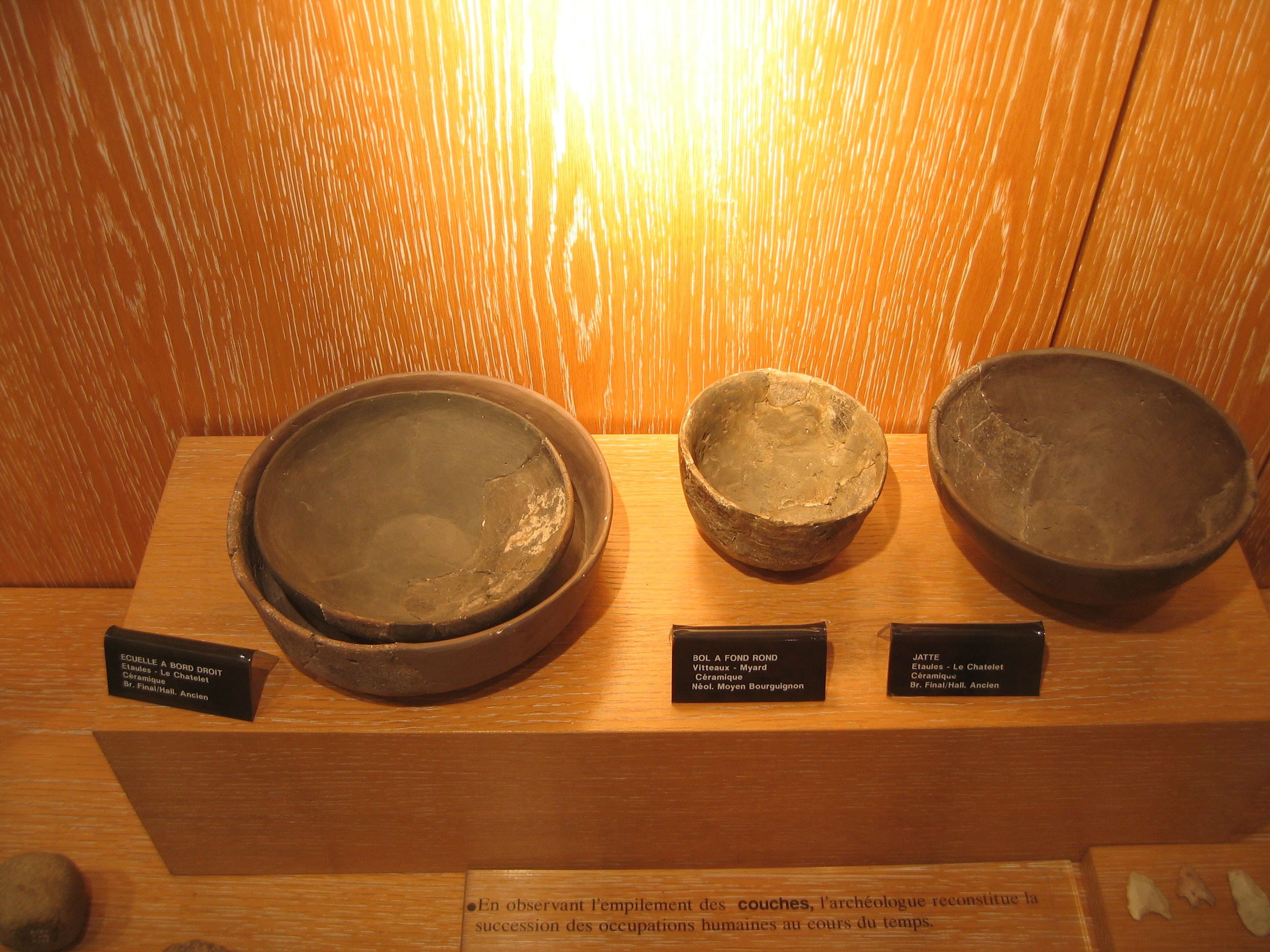
De dreta a esquerra: escudella, bol, jatte, exposats al Musée archéologique de Dijon.

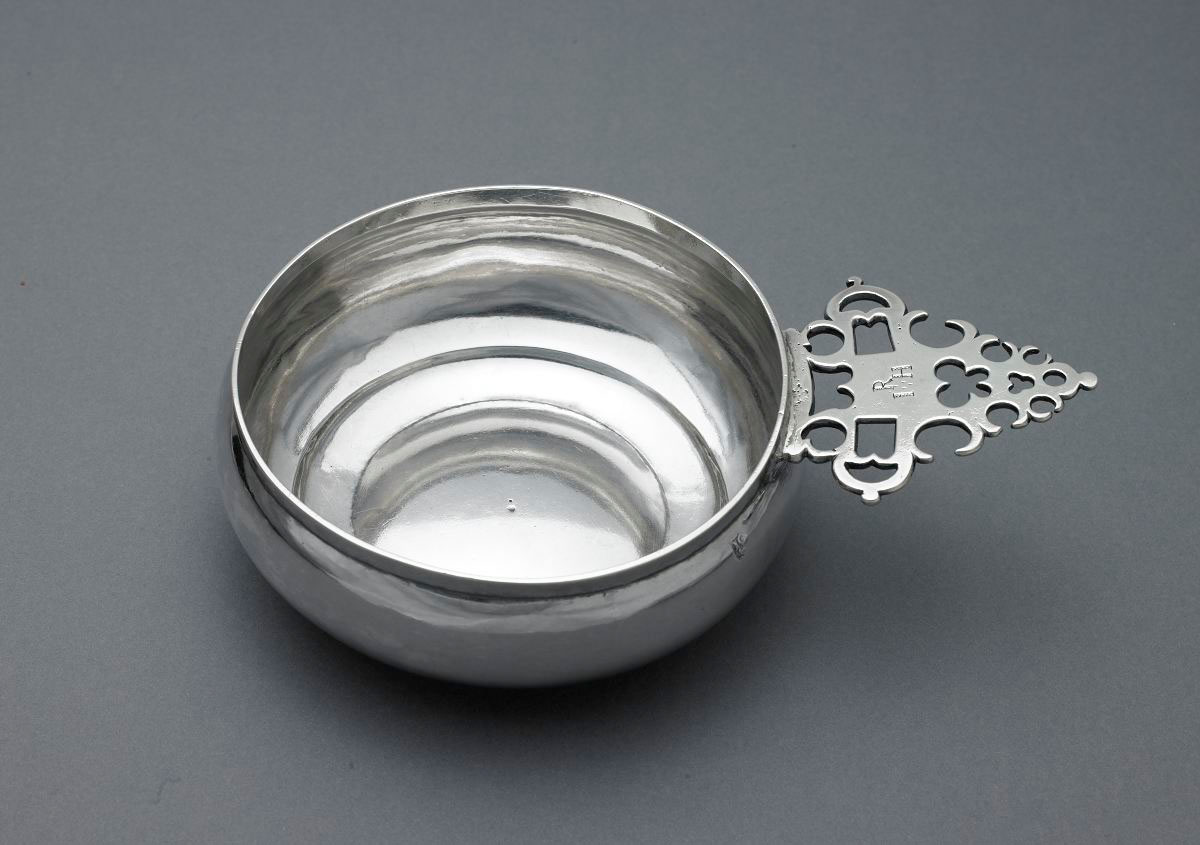
Escudella d'argent del començament del s. XVIII, feta a Boston per l'argenter John Coney.